# JAC Jiayue A5
La JAC Jiayue A5 (in cinese "嘉 悦", chiamata anche JAC J7), è un'autovettura prodotta dalla casa automobilistica cinese JAC Motors dal 2019. La versione ad alimentazione elettrica viene venduta come JAC iC5.

## Il contesto
Nota con il codice progettuale A432 la Jiayue A5 è stata presentata al Chengdu Auto Show 2019 e viene lanciata sul mercato cinese il 20 novembre. 
La A5 è la prima berlina di tipo fastback con una carrozzeria a cinque porte. A capo del progetto vi era Huai Zili responsabile dello sviluppo mentre il design esterno è stato affidato a Daniele Gaglione, direttore del JAC Italian Design Center di Torino, mentre gli interni sono opera di Giancarlo Concilio. L'ingegnerizzazione è stata guidata da Maurizio Poli con la consulenza esterna di GFG Style di Giugiaro e Stola. La vettura è anche il primo veicolo prodotto congiuntamente dalla joint venture JAC-Volkswagen nello stabilimento rimodernato di Hefei in cui sono stati investiti 200 milioni di dollari per le linee produttive e dove sono intervenuti 50 ingegneri Volkswagen per migliorare tutti i processi di produzione e assemblaggio.
La carrozzeria possiede una lunghezza pari a 4,755 metri, una larghezza di 1,820 e una altezza pari a 1,495 metri con il passo che misura 2,76 metri.
È alimentata da un motore quattro cilindri benzina 1.5 turbo a iniezione diretta e fasatura variabile erogante 150 cavalli, abbinato a cambio manuale a 6 marce o ad un automatico CVT. Il telaio è inedito ed è a trazione anteriore con sospensioni anteriori di tipo indipendenti con schema MacPherson mentre le posteriori sono a ruote indipendenti Multilink a quattro bracci con barra stabilizzatrice.
Esteticamente la A5 presenta una calandra anteriore esagonale cromata con barre verticali e inserti a nido d'ape con una modanatura cromata che la raccorda ai fanali a LED.
Il design degli interni è molto più semplice ed è dotato di un display di infotainment touch creen da 10.4 pollici verticale privo di pulsanti fisici e con connessione internet 5G e funzioni di navigatore, bluetooth, hotspot Wi-Fi, e compatibilità Baidu Auto. La strumentazione possiede uno schermo LCD da 7.0 pollici.
Nel 2020 viene lanciata in Messico, Russia e Sud est asiatico ribattezzata JAC J7.

## Versione elettrica

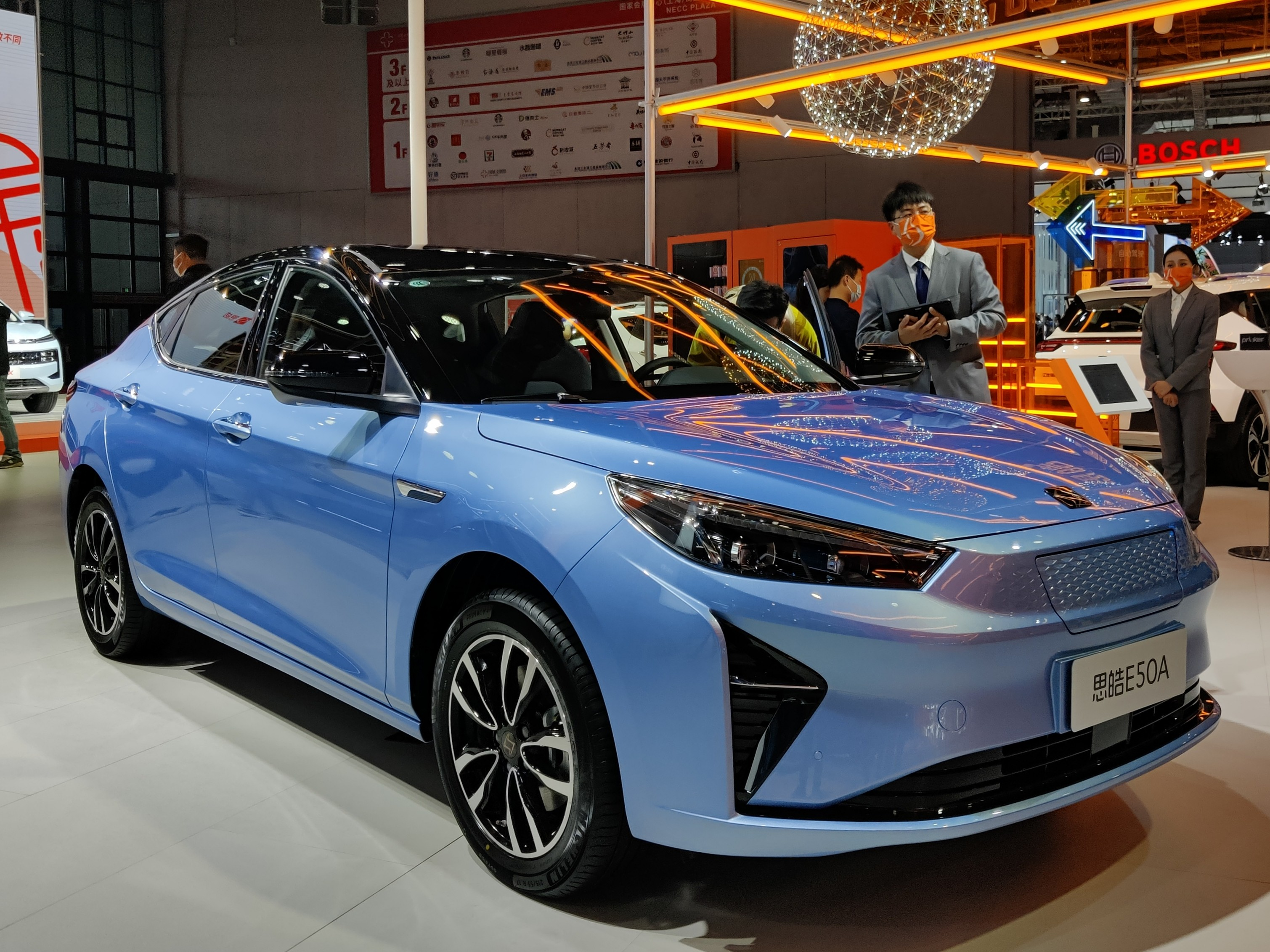
La versione elettrica Sehol E50A

La versione elettrica denominata JAC iC5 debutta nel novembre 2019 e la produzione parte nel febbraio 2020. È equipaggiata con un motore elettrico sincrono trifase erogante 193 cavalli e 340 N·m di coppia massima abbinato ad una batteria agli ioni di litio da 64.5 kWh che garantisce una autonomia nel ciclo NEDC pari a 530 km. Nel novembre 2020 in Cina questa versione viene versione venduta anche dal marchio Sehol (Sihao in lingua cinese, creato dalla joint venture JAC-Volkswagen) ribattezzata Sehol E50A.
Il peso totale della versione elettrica è pari a 1670-1700 kg a seconda dell'equipaggiamento di serie. Il baule possiede una volumetria pari a 540/1650 litri.